# Teun Wilke
Teun Sebastián Ángel Wilke Braams (Santiago de Querétaro, Querétaro de Arteaga, México; 14 de marzo de 2002) es un futbolista mexicano. Juega como delantero y su equipo es el Club Deportivo Guadalajara de la Liga MX de México, adquirido procedente del club Cercle Brugge de la Superliga Belga.

## Trayectoria

### Inicios
Después de un par de años en la academia Gallos Blancos de Querétaro, Wilke se unió a la academia juvenil Heerenveen en 2018. Luego se transfirió brevemente a S.P.A.L. en 2021.

### Círculo de Brujas
El 20 de agosto de 2022, Wilke se unió al Círculo de Brujas de la Jupiler Pro League cedido por una temporada. El 27 de agosto de 2022, hizo su debut profesional en un partido de liga contra SV Zulte Waregem en un empate 1-1, entrando como suplente.

## Selección nacional
Wilke fue convocado por Raúl Chabrand para participar con la selección sub-21 en el Torneo Maurice Revello de 2022, donde México finalizó en tercer lugar.

## Estadísticas

### Clubes
Actualizado al último partido disputado el 15 de noviembre de 2024.
| Club                      | Div.          | Temporada     | Liga  | Liga  | Liga   | Copas nacionales | Copas nacionales | Copas nacionales | Copas internacionales | Copas internacionales | Copas internacionales | Total | Total | Total  | Media goleadora |
| Club                      | Div.          | Temporada     | Part. | Goles | Asist. | Part.            | Goles            | Asist.           | Part.                 | Goles                 | Asist.                | Part. | Goles | Asist. | Media goleadora |
| ------------------------- | ------------- | ------------- | ----- | ----- | ------ | ---------------- | ---------------- | ---------------- | --------------------- | --------------------- | --------------------- | ----- | ----- | ------ | --------------- |
| Círculo de Brujas Bélgica | 1.ª           | 2022-23       | 3     | 0     | 0      | —                | —                | —                | —                     | —                     | —                     | 3     | 0     | 0      | 0.00            |
| Círculo de Brujas Bélgica | Total club    | Total club    | 3     | 0     | 0      | 0                | 0                | 0                | 0                     | 0                     | 0                     | 3     | 0     | 0      | 0.00            |
| C. D. Tapatío México      | 2.ª           | 2023-24       | 20    | 4     | 0      | —                | —                | —                | —                     | —                     | —                     | 20    | 4     | 0      | 0.20            |
| C. D. Tapatío México      | 2.ª           | 2024-25       | 15    | 7     | 0      | —                | —                | —                | —                     | —                     | —                     | 15    | 7     | 0      | 0.47            |
| C. D. Tapatío México      | Total club    | Total club    | 35    | 11    | 0      | 0                | 0                | 0                | 0                     | 0                     | 0                     | 35    | 11    | 0      | 0.31            |
| C. D. Guadalajara México  | 1.ª           | 2024-25       | 5     | 1     | 0      | —                | —                | —                | —                     | —                     | —                     | 5     | 1     | 0      | 0.09            |
| C. D. Guadalajara México  | Total club    | Total club    | 5     | 1     | 0      | 0                | 0                | 0                | 0                     | 0                     | 0                     | 5     | 1     | 0      | 0.50            |
| Total carrera             | Total carrera | Total carrera | 40    | 12    | 0      | 0                | 0                | 0                | 0                     | 0                     | 0                     | 43    | 12    | 0      | 0.29            |

## Vida personal
Nacido en México de padres neerlandeses, Wilke posee una ciudadanía neerlandesa y mexicana.